# Max von Bahrfeldt
Max Ferdinand von Bahrfeldt (ur. 6 lutego 1856 w Willmine, zm. 11 kwietnia 1936 w Halle) – pruski wojskowy i numizmatyk, generał piechoty Armii Cesarstwa Niemieckiego, dowódca 19. Dywizji Rezerwy (niem. 19. Reserve-Division) podczas I wojny światowej.

## Życiorys
Urodził się 6 lutego 1856 roku w Willmine. Do 1873 roku kształcił się jako kadet w szkołach wojskowych w Wahlstadt i Berlinie. Po zdobyciu stopnia oficerskiego, studiował w latach 1882–1885 w Akademii Wojny w Berlinie (niem. Kriegsakademie Berlin). W 1904 roku uzyskał stopień pułkownika, w 1908 roku generała majora, a w 1911 roku generała porucznika. Podczas I wojny światowej dowodził 19. Dywizją Rezerwy (niem. 19. Reserve-Division), która walczyła na froncie zachodnim. W 1916 roku odszedł z armii.
Oskarżony o zbrodnie wojenne, w 1925 roku został skazany na śmierć przez belgijski sąd wojenny. Podstawą oskarżenia były wydarzenia z 22 sierpnia 1914 roku w Charleroi, kiedy podczas strzelaniny zginęło wielu cywilów niezaangażowanych w działania wojenne. Bahrfeldt zaprzeczał oskarżeniu, że to on wydał rozkaz strzelania do cywilów i podpalania budynków cywilnych.
Przez całe życie zajmował się numizmatyką. Był uznanym w świecie autorytetem w dziedzinie monet Cesarstwa Rzymskiego i Dolnej Saksonii. Pierwsze artykuły opublikował w latach 70. XIX wieku Od 1880 roku wydawał czasopismo »Numismatisches Literaturblatt«. Był członkiem wielu towarzystw numizmatycznych.
W 1911 roku otrzymał tytuł doktora honoris causa uniwersytetu w Gießen, a w 1922 roku honorowego profesora uniwersytetu w Halle.
Należał do Niemieckiej Partii Ojczyźnianej i Niemieckiej Narodowej Partii Ludowej. Był członkiem Stahlhelmu.
Zmarł 11 kwietnia 1936 roku w Halle.

## Publikacje[1]
- 1879 – Die Münzen der Stadt Stade
- 1892 – Die Münzen und Medaillen der Herzogtümer Bremen und Verden
- 1893 – Beiträge zur Münzgeschichte der Lüneburger Lande
- 1897–1918 – Nachträge und Berichtigungen zum Münzkunde der Römischen Republik
- 1923 – Die römische Goldmünzenprägung während der Republik und unter Augustus
- 1927–1930 – Niedersächsisches Münzarchiv
- 1937 – Die Münzen der Stadt Hildesheim